# Krasnaje (rejon dokszycki)
Krasnaje (biał. Краснае; ros. Красное, Krasnoje) – wieś na Białorusi, w obwodzie witebskim, w rejonie dokszyckim, w sielsowiecie Biehomla. W 2009 roku liczyła 11 mieszkańców.